# Shawnee (Oklahoma)
Shawnee – miasto w Stanach Zjednoczonych, w stanie Oklahoma, siedziba administracyjna hrabstwa Pottawatomie, położone nad rzeką North Canadian.